# Мошков Максим Євгенович
Максим Євгенович Мошков (рос. Максим Евгеньевич Мошков) — відомий діяч російського сегменту глобальної мережі Інтернет. Відомий як засновник «Бібліотеки Максима Мошкова» (Lib.ru).

## Біографія
Закінчив механіко-математичний факультет МДУ.
З 1991 року — співробітник НДІ Системних Досліджень РАН.
Адміністратор інститутської мережі, ведучий навчальних курсів з Unix, HP Open View, HP DataProtector, VMware.
Був програмістом декількох медійних інтернет-проектів (Газета.ру, Лента.ру, Вєсті.ру та ін.)
З листопада 1994 підтримує «Бібліотеку Максима Мошкова».
Багаторазовий лауреат інтернет-премії «РОТОР».

## Позов проти «Бібліотеки Мошкова»
1 квітня 2004 компанія «КМ онлайн», власник платної мережевої бібліотеки vip.km.ru, подала проти бібліотеки Максима Мошкова позов про порушення авторських прав від імені Едуарда Геворкяна. Позивачі мали намір стягнути з відповідача 1,5 мільйона рублів.
Суд, що відбувся 30 березня 2005 року, не визнав вини відповідача по головному пункту звинувачення і постановив тільки стягнути на користь Геворкяна 3000 рублів за моральну шкоду.

## Занесення до Федерального списку екстремістських матеріалів
Адреса створеного Мошковим журналу «Самвидав» (zhurnal.lib.ru) виявився включений в Федеральний список екстремістських матеріалів РФ під номером 381 за рішенням Череповецкого міського суду Вологодської області від 13 квітня 2009 року з формулюванням "… Матеріали, розміщені на сайтах www.barbos111.narod.ru і www.zhurnal.lib.ru ".